# غروسنهاين
غرشنهاين (بالألمانية: Großenhain) هي بلدة ألمانية و Grosse Kreisstadt تقع في ألمانيا في مايسن.[بحاجة لمصدر]  يقدر عدد سكانها بـ 19,977 نسمة .

## المدن التوأمة
مدن أورينغين و كيكسكيميت هي مدن توأمة لـغرشنهاين.

## أعلام
- روبن هوفمان
- فريدريك تروغوت بورش
- هيلموت إتش. شايفر
- أولريكه ألموت زانديج
- فالنتين ويجل